# Federalización de Buenos Aires

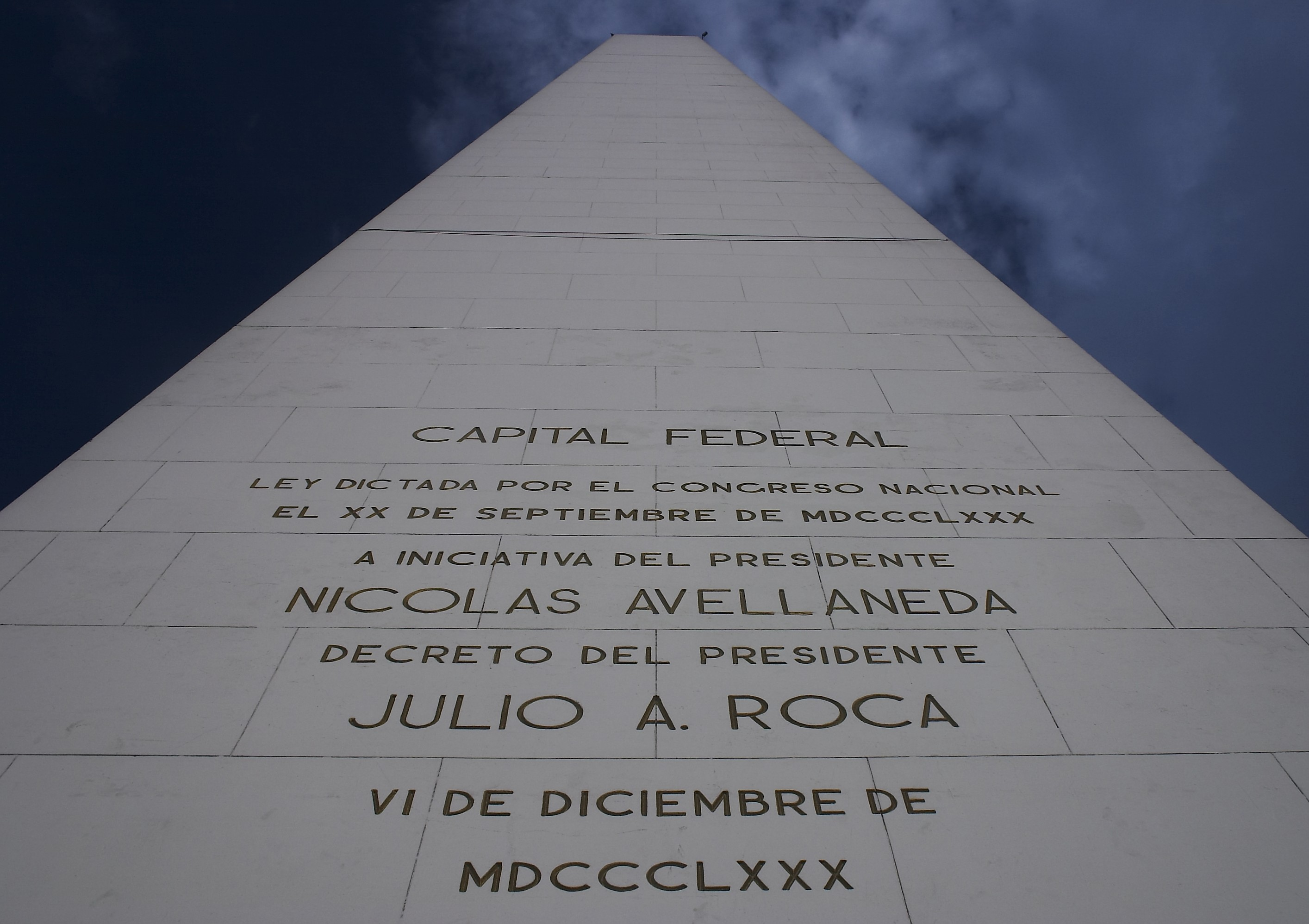
La fachada oeste del obelisco porteño recuerda la federalización de la ciudad.

La federalización de la ciudad de Buenos Aires fue el acto por medio del cual el 20 de septiembre de 1880 el Poder Ejecutivo Nacional, siendo Nicolás Avellaneda presidente de Argentina, puso bajo jurisdicción federal el territorio de la Municipalidad de la Ciudad de Buenos Aires. La desvinculación política de la capital con la provincia de Buenos Aires había sido una aspiración constante de las provincias argentinas –con excepción de la de Buenos Aires, que reaccionó enérgicamente ante la medida– durante todo el proceso de formación del Estado nacional.

## La Ciudad de Buenos Aires y las provincias
El enorme peso poblacional y la importancia económica de la ciudad, dotada durante muchos años del único puerto de aguas profundas del país, hacían de ella un factor desequilibrante en las relaciones entre las provincias federadas. Esta desigualdad se hizo manifiesta ya desde la Revolución de Mayo, tras la cual los porteños fueron renuentes a aceptar a los diputados del interior en la Primera Junta de Gobierno, y se agudizó durante el largo período de inestabilidad política de los triunviratos y el directorio. Los intentos de 1819 y 1826 de sancionar una constitución unitaria que centralizase en Buenos Aires el poder administrativo directo sobre todo el territorio nacional extremaron la situación, y las medidas políticas tomadas por las provincias en los años sucesivos –como el Pacto Federal– estuvieron orientadas a garantizar que una situación así no pudiera producirse.
La Constitución Nacional sancionada en la ciudad de Santa Fe el 1 de mayo de 1853 estableció como capital nacional a la ciudad de Buenos Aires: 

Artículo 3: Las Autoridades que ejercen el Gobierno federal residen en la Ciudad de Buenos Aires, que se declara capital de la Confederación por una ley especial.

Sin embargo, la representación equitativa de las provincias en la Convención Constituyente provocó el rechazo de Buenos Aires, a la que la forma federal de gobierno adoptada por la Convención privaría de muchos de sus privilegios, produciéndose la separación del Estado de Buenos Aires del resto de la Confederación y su rechazo a la federalización de la ciudad impidió que se cumpliera el artículo constitucional y el gobierno de la Confederación Argentina se instaló en la ciudad de Paraná, entonces capital de la Provincia de Entre Ríos, que fue federalizada (Territorio Federal de Entre Ríos).
Aunque, para atenuar el conflicto, los convencionales no fijaron en el texto constitucional la condición federal de Buenos Aires, sí lo hicieron por una ley especial, sancionada el 6 de mayo de 1853, pocos días después de la jura de la Constitución. El desconocimiento de Buenos Aires de la jurisdicción de la Convención llevaría a la provincia a separarse de hecho de la Confederación Argentina hasta 1860, cuando se reincorporó a cambio de varias modificaciones del texto constitucional y la supresión de la federalización.

## El Gobierno Federal, huésped de Buenos Aires

Partidos de la Provincia de Buenos Aires antes de la federalización de la Ciudad de Buenos Aires. En rojo, la ciudad actual con sus barrios.

Entre 1863 y 1880, las autoridades federales residieron en Buenos Aires, pero careciendo de autoridad administrativa inmediata sobre el territorio en que se alojaban; el incómodo contubernio llevó en 1874, cuando las elecciones consagraron al candidato del interior, Nicolás Avellaneda, al alzamiento de los porteños, encabezados por el derrotado Bartolomé Mitre. Las fuerzas leales al gobierno federal derrotaron a Mitre en la batalla de La Verde el 26 de noviembre, y a su seguidor José Miguel Arredondo en la batalla de Santa Rosa; el gran triunfador de la situación fue el general Julio Argentino Roca, vencedor en Santa Rosa, que consolidó así la influencia que le valdría la llegada a la presidencia en el mandato siguiente.
La relación entre autoridades federales y bonaerenses siguió, sin embargo, siendo hostil; el Partido Nacionalista de Mitre abogó por la abstención electoral, y el gobernador de Buenos Aires, Carlos Casares, endureció la separación entre el poder de policía y administración a su cargo y el poder federal. Avellaneda intentó la reconciliación amnistiando a los insurrectos, pero el gesto no obtuvo grandes resultados. Cuando, en 1880, las perspectivas de Mitre para alcanzar la presidencia se vieron nuevamente enturbiadas por el apoyo prestado por Avellaneda a Roca, las armas parecieron nuevamente inminentes; el nuevo gobernador de la provincia, el mitrista Carlos Tejedor, hizo alusión en un discurso a la condición de "huésped suyo" del gobierno federal.

## Federalización por las armas
Cuando el gobierno de Avellaneda anunció la decisión de legislar la federalización de Buenos Aires, Tejedor ordenó movilizaciones militares y la formación de milicias para adiestrar a los ciudadanos en el manejo de las armas. El Congreso sancionó una ley que prohibía a las provincias la movilización sin permiso expreso federal, pero Buenos Aires la ignoró. Tras las elecciones del 11 de abril, en que la candidatura de Roca triunfó ampliamente —excepto en la provincia de Buenos Aires— el derrotado Tejedor ordenó la compra de una gran carga de armas; cuando el gobierno federal ordenó la requisa de un barco cargado de armas y municiones destinadas a la milicia provincial, el coronel José Inocencio Arias impidió, por orden de Tejedor, la maniobra de las fuerzas nacionales.
Ante la actitud beligerante, Avellaneda dispuso el retiro del gobierno federal de la ciudad de Buenos Aires y decretó la designación del pueblo de Belgrano, entonces fuera del ejido porteño, como sede transitoria de gobierno. El Senado, la Corte y parte de la Cámara de Diputados se trasladaron allí, antes de que el ejército nacional al mando de Roca sitiara Buenos Aires.
El enfrentamiento fue particularmente cruento; tras feroces combates en Olivera, Puente Alsina, Barracas y en los Corrales (actual Parque Patricios, cerca de San José de Flores), las tropas de Tejedor fueron derrotadas. Aunque Mitre había prestado apoyo a los insurrectos, ofició como mediador, y obtuvo la firma de un acuerdo disponiendo el desarme de la milicia provincial y la renuncia de Tejedor.
El Congreso, desde la sede provisoria de Belgrano – en el edificio del actual Museo Histórico Sarmiento –, disolvió la legislatura porteña. El 24 de agosto de 1880, Avellaneda presentó un proyecto de ley por el cual se declaraba a Buenos Aires capital de la República y se la ponía bajo control directo federal; el 21 de septiembre la ley fue aprobada, y el 6 de diciembre fue promulgada por el nuevo presidente Julio Argentino Roca. Con su ratificación días más tarde por la legislatura porteña, se separó a Buenos Aires de la provincia homónima. La capital de esta última se trasladaría a la ciudad de La Plata, fundada ad hoc y se establecería el gentilicio bonaerense para los nacidos en la provincia manteniendo porteño para los nacidos en la ciudad.